# William Henry Moody
William Henry Moody, född 23 december 1853 i Newbury, Massachusetts, död 2 juli 1917 i Haverhill, Massachusetts, var en amerikansk jurist och politiker (republikan). 
Som ledamot av representanthuset, marin- och justitieminister samt domare i USA:s högsta domstol utövade han i tur och ordning lagstiftande, verkställande och dömande makt; enligt maktdelningsprincipen hade han positioner i alla tre grenar av den federala statsmakten.

## Biografi
Moody studerade vid Harvard University tillsammans med blivande presidenten Theodore Roosevelt. Han var ledamot av USA:s representanthus från delstaten Massachusetts 1895-1902. Han tjänstgjorde i Theodore Roosevelts kabinett först som marinminister 1902-1904, sedan som justitieminister 1904-1906.
1906 öppnades en befattning i högsta domstolen, då Henry Billings Brown pensionerades. President Theodore Roosevelt försökte först övertala blivande presidenten och chefsdomaren William Howard Taft att acceptera utnämningen, men när Taft vägrade, erbjöds tillfället för justitieministern Moody. Senaten godkände Moodys utnämning till högsta domstolen den 17 december 1906.
Moodys tid som domare i högsta domstolen var relativt kort; han insjuknade i reumatism 1908. När William Howard Taft tillträdde som USA:s president 1909, var domstolens handlingskraft försvagad i och med att många domare var åldriga eller sjuka. Moody var sjuklig men han var också yngst i domstolen. Taft ville att han skulle avgå men sådana domare i högsta domstolen som varken hade fyllt 70 år eller hade 10 år bakom sig i domstolen saknade rätt till pension på den tiden. I juni 1910 stiftade kongressen en undantagslag, som möjliggjorde Moodys pension. Därmed kunde han avgå i november 1910.